# Rifugiato bianco

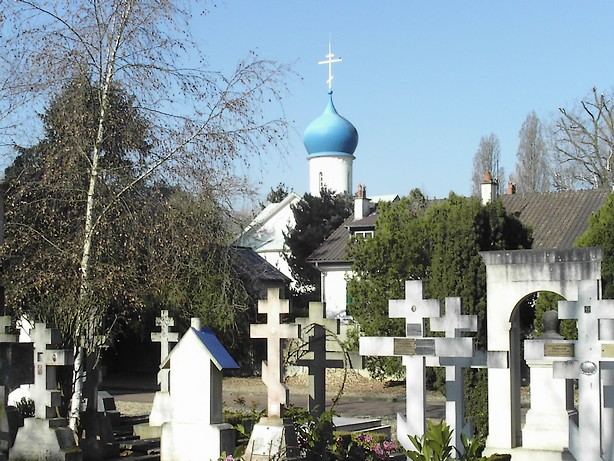
Cimitero russo di Sainte-Geneviève-des-Bois vicino a Parigi, una necropoli dei Russi bianchi.

Rifugiato bianco è un termine politico principalmente usato in Francia, negli Stati Uniti e in Gran Bretagna per indicare un russo emigrato durante la rivoluzione russa e la conseguente guerra civile russa per motivi politici, dopo la sconfitta dei russi bianchi a opera dei bolscevichi. Un termine meno politicamente scorretto usato dagli stessi emigrati in quei paesi era emigrato della prima onda (Эмигрант первой волны). Nell'URSS il termine emigrato bianco (Белоэмигрант) tra gli anni venti e gli anni ottanta denotava una connotazione negativa. Dagli anni ottanta in poi, anche in Russia si preferisce il termine più politicamente corretto.

## Storia
Molti emigrati aderirono o supportarono il movimento bianco, sebbene il termine fosse genericamente riferito a chiunque avesse lasciato il paese in seguito alla rivoluzione, non solo i monarchici (alcuni di loro, come i menscevichi e i social rivoluzionari, pur essendo in contrasto con i bolscevichi, non erano zaristi), così come fecero i discendenti di coloro che lasciarono il paese, ma che continuarono a conservare la propria identità culturale e religiosa ortodossa. È importante notare che la connotazione spregiativa del termine "emigrato bianco" (белоэмигранты, белая эмиграция) era molto più frequentemente usata in Unione Sovietica piuttosto che tra gli stessi emigrati, i quali preferivano piuttosto chiamarsi "emigrati russi" (русская эмиграция) o "emigrati russi militari" (русская военная эмиграция), quando aderivano al movimento bianco.
La maggior parte lasciò la Russia dal 1917 al 1920 (le stime variano tra 900.000 e 2 milioni) il resto al termine della guerra civile russa nel 1922, sebbene alcuni avessero intenzione di emigrare successivamente durante gli anni trenta o vennero esiliati del Governo dei Soviet (tra gli altri, il filosofo Ivan Ilyin).
Provenivano da tutte le classi sociali, inclusi militari, cosacchi, tecnici di diverse professioni, imprenditori e proprietari terrieri privati dei loro beni, così come funzionari del Governo Imperiale Russo e di vari governi menscevichi del periodo della Repubblica russa. Tra di essi non vi era solo il ceppo etnico russo, ma anche altri.

## Terre di emigrazione
Molti émigrés fuggirono inizialmente dalla Russia del Sud e dall'Ucraina verso la Turchia e, di lì, si diressero verso i paesi slavi dell'Europa dell'Est, quali Jugoslavia, Bulgaria, Cecoslovacchia, e Polonia. Un numero notevole fuggì in Francia, Germania, Estonia, Lituania, Lettonia, e Finlandia. Anche alcuni emigrati sono fuggiti a Svezia, Svizzera, Romania, Italia, Spagna, Portogallo e Belgio. A Berlino e a Parigi si stabilì dagli anni '20 una fiorente comunità di emigrati.
Quei civili e militari che a quei tempi stazionavano o vivevano in Siberia e nell'estremo oriente russo si spostarono invece verso Shanghai e altri luoghi circostanti della Cina, Asia Centrale, Turkestan e Giappone.
Durante e dopo la seconda guerra mondiale molti emigrarono in Gran Bretagna, USA, Canada, Perù, Colombia, Messico, Brasile, Argentina, Cile, Sudafrica e Australia.

## Orientamento ideologico
Emigrato bianco indicava, in generale, un anticomunista che non considerava legittimo il regime sovietico. Infatti il periodo tra 1917 e il 1991 è visto come un periodo di occupazione da parte di un regime anticristiano.
Una parte significativa di emigrati bianchi può essere definita monarchica, sebbene molti adottassero la posizione di essere "non predeterminati" (nepredreshentsi), credendo che la struttura politica russa avrebbe dovuto essere decisa dal popolo mediante plebiscito popolare.
Molti emigrati bianchi credevano che la loro missione fosse preservare la cultura e lo stile di vita russo prerivoluzionario finché fossero vissuti all'estero, in modo da influenzare nuovamente la cultura russa dopo il crollo dell'URSS.
Quello di missione religiosa era un altro concetto promosso da persone come il vescovo John di Shanghai e San Francisco (santo della Chiesa Russa Ortodossa all'estero) che disse al Concilio di tutte le diaspore del 1938:
"A tutti i Russi all'estero è stato garantito di splendere con la luce dell'ortodossia, cosicché gli altri popoli, vedendo le loro nobili intenzioni, possano glorificare Dio, e così ottenere la salvezza per se stessi."
Molti rifugiati bianchi credevano inoltre che fosse loro dovere rimanere attivi nel combattere la dittatura sovietica, con la speranza di liberare la Russia. Questa ideologia fu largamente ispirata dal generale Pëtr Nikolaevič Vrangel', che disse riguardo alla sconfitta dell'esercito russo: "La battaglia per la Russia non è terminata, ha solamente cambiato aspetto".
Il Capitano Vasilij Vasilhevič Orjehov, veterano dell'esercito bianco, editore del giornale "Sentry", espresse quest'idea di responsabilità con le seguenti parole: "Verrà il giorno - credetemi - verrà, in cui la Russia liberata chiederà a ciascuno di noi: 'Cosa hai fatto per accelerare la mia liberazione?' Lasciateci il diritto non di vergognarci, ma di essere fieri della nostra vita all'estero. Essendo attualmente privi della madre patria lasciateci almeno la nostra fede in essa, l'incontrollato desiderio per il fato, il sacrificio, tra coloro che si considerano una famiglia unita dalla fratellanza nella lotta per la sua liberazione".

## Organizzazioni e attività
Gli emigrati formarono diverse organizzazioni con l'obiettivo di combattere il regime dei Soviet. La prima fu l'"Unione delle forze armate russe" (Russian All-Military Union) fondata dal generale Pëtr Nikolaevič Vrangel', dal 1924 in contrapposizione con Nikolaj Nikolaevič Romanov, dal 1929 guidata da Alexander Pavlovič Kutepov e dal 1930 fino al 1937 da Evgenij-Ljudvig Karlovič Miller.
Altre furono la Brotherhood of Russian Truth e la National Alliance of Russian Solidarists (NTS) fondata nel 1930. Per questo motivo gli emigrati bianchi vennero infiltrati dalla polizia segreta sovietica (con l'operazione TREST e Inner Line). Dal 1937 alcune centinaia di veterani bianchi nella Legione dei Volontari Bianchi servirono come volontari nelle file del Bando nacional durante la guerra civile spagnola.
Alcuni rifugiati bianchi ebbero simpatie pro-sovietiche, e perciò furono etichettati "patrioti sovietici". Questi gruppi crearono organizzazioni come la Mladorossi, la Evraziitsi, e la Smenovekhovtsi.
Durante la Seconda guerra mondiale, molti rifugiati bianchi presero parte all'Esercito Russo di Liberazione. D'altro canto, un numero consistente partecipò ai movimenti anti-nazisti come la resistenza francese. Durante la guerra, i rifugiati bianchi vennero in contatto con ex cittadini sovietici dai territori occupati dalla Germania che usarono la ritirata tedesca come un'opportunità per scappare dall'Unione Sovietica o erano in Germania e in Austria come prigionieri di guerra e lavoratori forzati e preferirono restare ad Ovest; spesso ci si riferisce a loro con il termine seconda ondata di emigrati (spesso chiamati anche PR - persone rifugiate). Questa più breve seconda ondata ha molto presto cominciato ad assimilarsi alla comunità dei rifugiati bianchi.
Dopo la guerra, gli attivisti anti-sovietici provennero quasi esclusivamente da NTS: le altre organizzazioni o si dissolsero, o cominciarono a concentrarsi esclusivamente all'autopreservazione e/o ad educare la gioventù. Varie organizzazioni giovanili, come gli Scouts russi in esilio divennero funzionali nel crescere giovani con una tradizione e cultura russa pre-sovietica.
I rifugiati bianchi, per preservare la propria chiesa dall'influenza sovietica, formarono la Chiesa ortodossa russa all'estero nel 1924. La chiesa esiste tuttora, costituendo il centro sia culturale che spirituale della comunità russa ortodossa all'estero. Il 17 maggio 2007, l'Atto di comunione canonica con il patriarcato di Mosca ristabilì legami canonici tra la Chiesa ortodossa russa all'estero ed il Patriarcato di Mosca della Chiesa ortodossa, dopo più di ottanta anni di separazione.

## Importanti "emigrati della prima onda"
Personaggi politici e militari:
- Granduca Kirill Vladimirovič Romanov
- Granduca Nikolaj Nikolaevič Romanov
- Georgij Evgen'evič L'vov
- Viktor Michajlovič Černov
- Anton Denikin
- Aleksandr Gučkov
- Georgij Ignat'ev
- Pavel Nikolaevič Miljukov
- Pëtr Nikolaevič Vrangel'
- Pëtr Berngardovič Struve
- Ariadna Tyrkova-Williams

Personaggi religiosi:
- Metropolita Anthony (Bloom) di Surož
- Georgij Vasil'evič Florovskij
- Madre Maria
- Alexander Schmemann
- Giovanni di Shanghai e San Francisco
- Metropolita Vitalij Ustinov

Storici e filosofi:
- Nikolaj Berdjaev
- Sergej Bulgakov
- Ivan Il'in
- Vladimir Losskij
- Dmitrij Obolenskij
- Michail Rostovcev
- Lev Šestov
- Georgij Vernadskij
- Nikolaj Zërnov

Artisti:
- Mark Aldanov
- André Andrejew
- Yul Brynner
- Ivan Bunin
- Alexandra Danilova
- Sergej Djagilev
- Dmitri Nabokov
- Olga Preobrajenska
- Sergej Rachmaninov
- Vladimir Nabokov
- Ayn Rand
- Anna Pavlova
- Igor' Fëdorovič Stravinskij

Scienziati ed inventori:
- Alexander Kartveli, capo progettista della Republic Aviation Company
- Aleksandr Nilolaevič Prokof'ev-Severskij
- Igor' Sikorskij
- Otto Struve
- Vladimir Zvorykin

Altre personalità:
- Aleksandr Alechin
- Natal'ja, Principessa Brassova
- Wassily Leontief
- Aleksandr Obolenskij
- Dar'ja Vasil'evna Olsuf'eva
- Oleg Pantjuchov
- Nikolaj Rjazanovskij
- Boris Skosyrev
- Pitirim Sorokin
- Victor Starffin
- Aleksandra Tolstaja
- Marija Vasil'čikova
- Vladimir Jurkevič

## Organizzazioni degli emigrati bianchi
Giurisdizione delle chiese ortodosse:
- Russian Orthodox Church Outside Russia (РПЦЗ, Зарубежная Церковь)
- Patriarchal Exarchate for Orthodox Parishes of Russian Tradition in Western Europe (Парижский Экзархат)
- Orthodox Church in America (АПЦ, Митрополия) - non fondata da emigrati bianchi ma con un'importante quota di essi.

Organizzazioni militari e paramilitari:
- Russian All Military Union (РОВС)
- The Don Cossack Host
- The Kuban Cossack Host
- The Terek Cossack Host
- The Russian Corps Combatants (Союз Чинов Русского Корпуса)
- The Association of Cadets (Объединение Кадет Российских Корпусов за Рубежом)

Organizzazioni politiche:
- The National Alliance of Russian Solidarists (НТС)
- The Congress of Russian Americans
- The Russian Imperial Union Order (РИС-О)
- The High Monarchist Union (Высший Монархический Совет)
- The Mladorossi
- The Russian All National Popular State Movement (РОНДД)
- The Union of Battle for the Liberation of the Peoples of Russia (СБОНР) - was founded by the "second wave" emigres but also included many White emigres.

Organizzazioni giovanili:
- Organization of Russian Young Pathfinders (ОРЮР)
- Organizzazione Nazionale degli Scout Russi (НОРС)
- National Organization of Rangers (or "Knights") (НОВ, Витязи)
- National Association of Russian Explorers (НОРР)
- Russian Christian Students Movement (РСХД)
- Orthodox Organization of Russian Pathfinders (ПОРР)
- Russian Sokol (Русский Сокол)

## Film riguardanti i rifugiati bianchi
- Tovarich (1937), film diretto da Anatole Litvak e interpretato da Claudette Colbert, Charles Boyer e Basil Rathbone; racconta la storia di una coppia di aristocratici bianchi che per mantenersi sono costretti a fare i domestici nella casa di ricchi borghesi parigini.
- Anastasia, film del 1956 diretto da Anatole Litvak e interpretato da Ingrid Bergman, Yul Brynner e Helen Hayes; racconta la storia romanzata di Anna Anderson, la donna che asserì di essere Anastasia, la figlia dello zar Nicola II, l'unica secondo la leggenda a essere scampata all'eccidio della famiglia reale.
- Triple Agent - Agente speciale, film di Éric Rohmer ispirato all'affare Miller-Skboline; si svolge nell'ambiente dell'emigrazione russa nella Francia del 1936.